# Preben Stenkjær
Preben Lauritz Stenkjær (født 17. marts 1952 i Nakskov) er en dansk forhenværende direktør. Han var 1988-2011 administrerende direktør i bilkoncernen Interdan A/S og 2010-2012 formand for brancheorganisationen De Danske Bilimportører (DBI).

## Karriere
Stenkjær blev født i 1952 som søn af gårdejer Hans Christian Stenkjær og hans kone Ruth. Han blev student fra Nakskov Gymnasium i 1972 og derefter cand.polit. fra Københavns Universitet i 1979.
Han var kontorchef i Privatbanken 1979-1985 og derefter kreditchef samme sted 1985-1988. Fra 1988 til 2011 var han administrerende direktør i Interdan A/S, en af landets største bilkoncerner, der importerede og forhandlede Peugeot- og Nissan-biler og desuden drev biludlejning via Europcar. 2010-2012 var han formand for De Danske Bilimportører (DBI).

## Privatliv
Preben Stenkjær blev gift i 1978 med socialpædagog Joan Berg.

## Andet
Stenkjær var 2012-2015 bestyrelsesformand for investeringsforeningen Etik Invest. 2019-2021 var han næstformand for partiet Venstre i Hørsholm.
Stenkjær er optaget i Kraks Blå Bog.